# Villacastín
Villacastín er en by og kommune i det centrale Spanien i provinsen Segovia. Den har et indbyggertal på 1.525 (2024) indbyggere.